# Kennet (dystrykt)
Kennet – były dystrykt w hrabstwie Wiltshire w Anglii. W 2001 roku dystrykt liczył 74 838 mieszkańców.

## Civil parishes
- Aldbourne, Allcannings, Alton, Avebury, Baydon, Beechingstoke, Berwick Bassett, Bishops Cannings, Broad Hinton, Bromham, Burbage, Buttermere, Charlton, Cheverell Magna, Cheverell Parva, Chilton Foliat, Chirton, Chute, Chute Forest, Collingbourne Ducis, Collingbourne Kingston, Devizes, East Kennett, Easterton, Easton, Enford, Erlestoke, Etchilhampton, Everleigh, Fittleton, Froxfield, Fyfield, Grafton, Great Bedwyn, Ham, Huish, Little Bedwyn, Ludgershall, Manningford, Marden, Market Lavington, Marlborough, Marston, Mildenhall, Milton Lilbourne, Netheravon, North Newnton, North Tidworth, Ogbourne St Andrew, Ogbourne St George, Patney, Pewsey, Potterne, Poulshot, Preshute, Ramsbury, Roundway, Rowde, Rushall, Savernake, Seend, Shalbourne, South Tedworth, Stanton St Bernard, Stert, Tidcombe and Fosbury, Upavon, Urchfont, West Lavington, West Overton, Wilcot, Wilsford, Winterbourne Bassett, Winterbourne Monkton, Woodborough, Wootton Rivers i Worton[2].